# استنفرد (کنتاکی)
استنفرد (به انگلیسی: Stanford) شهری در ایالت کنتاکی کشور ایالات متحده آمریکا است که جمعیت آن در سرشماری سال ۲۰۱۰ میلادی، ۳٬۴۸۷ نفر بوده‌است.